# Fohnsdorf
Fohnsdorf est une commune d'Autriche, situé à 75 kilomètres de route au nord de Graz. Cette municipalité est située dans le district de Murtal, dans la Styrie, aux confins septentrionaux de l'Aichfeld, et dépend de la juridiction de Judenburg. Fohnsdorf est mentionné dans les sources historiques dès 1114 (en tant que Fanestorf). Ce bourg est connu pour ses mines de lignite, et pour le puits Wodzicky qui, avec une profondeur de 1 000 m, est le plus profond d'Europe. 

## Géologie
Les mines de lignite ont été exploitées de 1856 à 1980, et pour cela on a creusé le puits le plus profond d'Europe (plus de 1 000 m). Le terril (mélange de schistes riches en dioxyde de silicium, oxydes ferriques et aluminates, et d'argile) se consume sous son propre poids : la température interne atteint par endroits 1 200 °C. Le sud de la Styrie était recouvert d'une mer s'étendant jusqu'à Koralpe, et dont un golfe volcanique émergeait à Bad Gleichenberg – le bassin sédimentaire allait jusqu'à la confluence Mur-Mürz, et il a donné naissance au gisement de lignite de Fohnsdorf.

## Climat
Le mois le plus chaud est juillet, avec une température moyenne comprise entre 14 et 25 °C, et le mois le plus froid est celui de janvier, avec une température moyenne comprise entre –5 bis 1 °C. On compte en moyenne 15 jours de pluie entre mai et juillet, 9 entre janvier  et mars ; il y a en moyenne huit heures d'ensoleillement par jour de juin à août, et seulement deux heures par jour de novembre à janvier.